# Калька (бумага)
Ка́лька (фр. calque, англ. tracing paper) — тонкая прозрачная бумага, применяемая при черчении, свето- и ручном копировании.

## Применение
Калька широко применялась для размножения технических чертежей и другой документации. С прозрачного оригинала, вычерченного тушью на кальке, снимались светокопии («синьки»), которые служили рабочим экземпляром документа.
До эры компьютеризированного черчения калька применялась в конструировании и строительстве для совместного «сквозного» просмотра планов этажей или чертежей разных уровней механического устройства с целью проверки на совместимость разных листов проекта, вычерченных разными исполнителями. Калька — своего рода аналог множества «слоёв» в компьютеризированном черчении. На данное время производятся толстые виды кальки, способные пройти под валиками принтера или копира, не замявшись и не застряв. Такие разновидности применяются для распечатки чертежа стандартного узла или чертежа детали, и при поиске инженерного решения через наложение на основной чертёж.

## Изготовление
Калька обычно изготавливается из сульфатной белёной целлюлозы с добавлением в некоторые её виды древесной массы, тряпичной и хлопковой полумассы без наполнителя или с небольшим его содержанием и хорошо проклеивается. Калька может также изготавливаться из уже готового пергамина. Приведём рецепт изготовления прозрачной бумаги из книги «1750 практических техно-химических рецептов» (5‑е изд., В. И. Губинский, стр. 22): «Гарвей, в Лондоне, обрабатывает бумагу олифою и, по удалению бензином излишка маслянистых частиц, промывает в хлорной ванне; затем, после высушивания, обрабатывает ещё раз перекисью водорода».
Высококачественная калька, применявшаяся для копирования чертежей тушью и для светокопирования, при изготовлении сильно увлажняется, каландрируется под высоким давлением валков и промасливается плёнкообразующими веществами. Именно высокой степенью спресованности относительно простой бумаги частично обеспечивается её прозрачность на просвет.
Основное свойство кальки — прозрачность. Существуют два способа его достижения:
- каландрирование;
- повышение степени помола целлюлозного волокна.

Второй способ более эффективный, поскольку наряду с высокой прозрачностью позволяет добиться высокой прочности, но и более дорогой. Возможно также комбинирование двух способов. Именно по этому пути пошла часть современных отечественных производителей, что и позволило получить высококачественный продукт при сохранении приемлемой цены.

## Виды кальки
- Карандашная матовая, рельефная без глянцевой стороны - представляет собой именно прозрачную некаландрированную бумагу, пригодна для черчения и копирования карандашом на обеих сторонах сейчас применяется как художественный материал для копирования или параллельного эскизирования, методом наложения и прорисовывания поверх исходника.
- Тушевая с глянцем, бумажная основа с полуглянцевым блеском одной стороны - более тонкая и ранимая, намного тоньше и механически слабее карандашной кальки, часто рвется в подмокшем виде на мокрой линии. Под тушь пригодны обе стороны, карандаш ложится только на матовую сторону - чертили тушью на глянцевой стороне, глянец как мера против провала пигмента в глубину волокон, и падения контраста линии.
- Лавсановая с глянцем пленочная, где глянцевая сторона несущая прозрачная плёночная основа (лавсан, целлулоид или винил), заметно более толстая и прочная чем оба вида бумажной, а тонкое шероховатое матовое покрытие для черчения, нанесено на саму плёнку - пригодная для черчения только одна сторона, менее абразивна для скользящего металлического инструмента чем карандашная калька.

- Листы кальки
- Рулон кальки

## Технические характеристики
| Substance | Плотность   | Влажность | Шероховатость | Прозрачность | Tensile strength (mD) | Surface Alkali pH |
| --------- | ----------- | --------- | ------------- | ------------ | --------------------- | ----------------- |
| ISO 536   |             | ISO 287   | ISO 8791-2    | ISO 2469     | ISO 1974              | ISO 6588          |
| г/м²      | кг/м³       | %         | мл/мин        | %            | мН                    | pH                |
| 42        | 1,200÷1,235 | 7         | 100-300       | 79+/-5       | 220-440               | 6-7               |
| 53        | 1,200÷1,235 | 7         | 100-300       | 77+/-5       | 220-440               | 6-7               |
| 63        | 1,220÷1,250 | 7         | 100-300       | 75+/-5       | 220-440               | 6-7               |
| 73        | 1,220÷1,250 | 7.5       | 100-300       | 75+/-5       | 220-440               | 6-7               |
| 83        | 1,220÷1,250 | 7.5       | 100-300       | 75+/-5       | 220-440               | 6-7               |
| 93        | 1,220÷1,250 | 7.5       | 100-300       | 75+/-5       | 220-440               | 6-7               |
| 100       | 1,220÷1,250 | 7.5       | 100-300       | 75+/-5       | 220-440               | 6-7               |
| 112       | 1,220÷1,250 | 8         | 100-300       | 73+/-5       | 220-440               | 6-7               |
| 130       | 1,220÷1,250 | 8         | 100-300       | 69+/-5       | 220-440               | 6-7               |
| 150       | 1,220÷1,250 | 8         | 100-300       | 65+/-5       | 220-440               | 6-7               |
| 160       | 1,220÷1,250 | 8         | 100-300       | 61+/-5       | 220-440               | 6-7               |
| 170       | 1,220÷1,250 | 8         | 100-300       | 59+/-5       | 220-440               | 6-7               |
| 190       | 1,220÷1,250 | 8         | 100-300       | 55+/-5       | 220-440               | 6-7               |
| 200       | 1,220÷1,250 | 8         | 100-300       | 53+/-5       | 220-440               | 6-7               |
| 240       | 1,220÷1,250 | 8         | 100-300       | 47+/-5       | 220-440               | 6-7               |
| 280       | 1,220÷1,250 | 8         | 100-300       | 45+/-5       | 220-440               | 6-7               |